# 歧路燈
《歧路燈》，清朝李綠園的长篇小说。是清中葉一部優秀的長篇小說。初传120回，通行本全书一共一百零八回。
乾隆十三年（1748年），李綠園生父過世，守制在家，開始创作《歧路燈》前80回，后“以舟车海内，辍笔二十年”。乾隆三十九年（1774年），李绿园辞官歸里，續寫《歧路灯》。乾隆四十二年完稿，全書約70萬字。《歧路灯》共創造两百多個人物，個性鲜明，栩栩如生。清乾嘉学者呂中一评李绿园是“以左丘、司马之笔，写布帛菽粟之文章”，近代小说史家蔣瑞藻称《歧路灯》“描写人情，千态毕露，亦绝世奇文也”，朱自清认为《歧路灯》与《儒林外史》是可以并驾齐驱的。

## 内容
明嘉靖年間，河南開封貢生譚忠弼，為人端正謹慎，四十始得子，家教甚嚴；兒子十二岁已会背诵《五经》。然而忠弼早逝，臨終時留給独生子譚紹聞八字：“用心讀書，親近為人。”寡母王氏识见短浅，对儿子溺爱护短，聘請教师侯冠玉，不学无术，而且道德败坏。同輩子弟有夏鼎、張繩祖、管貽安、盛希僑等人皆浮華浪子。譚忠弼去世後，這些惡少常來引誘紹聞，甚至五人結拜兄弟，同吃共賭。紹聞漸染惡習，斗鸡走狗，狎尼宿娼，宠娈童，一步步地走上歧路，以致家业败落。忠仆王中每对少主人的不轨行动加以劝阻，都遭驱逐。有一次谭绍闻赌博，是賭棍故意让他贏一次，王氏竟然加以赞赏。髮妻孔慧娘气病而亡身，後由舅舅王春宇提亲，谭绍闻續娶巫翠姐为填房。巫翠姐是富商女兒，沉迷于听戏摸牌。紹聞一再地良心发现，悔恨、自杀，但依旧不能断然拒绝狐群狗黨的引诱，一再地重蹈覆辙。
後來幾人为摆脱经济困境，夏逢若怂恿将铜匠请至家中，拟铸私钱发财。后因忠仆王中劝止，此铸钱案被迫中止。谭绍闻为了给母亲嬴金镯，牵连上赵天洪盗案，吃上官司，遭拘捕下獄。家人傾家盪產，使得出獄，為了償債，紹聞伐盡祖墳林木，備嘗辛酸，在父執輩的協助下，終迷途知返，立志悔過。年至不惑，潛心攻讀，后得授知縣。紹聞常以平生遭遇戒其子簣初，於是簣初隨父讀書，考場屢捷，殿试又赐进士出身。后欽點翰林，重振家業。《歧路燈》雖被譽為中國首部長篇教育小說，但向來褒贬两極，馮友蘭《序》中說：“《歧路燈》的道學氣太重，的確是一個大毛病。”小說問世之後乏人問津，長期以鈔本方式流傳，許多鈔本往往附有原作者李綠園撰《家訓諄言》。1924年洛陽清義堂印行一百零五回石印本，流傳不廣。

## 思想
李绿园在《歧路灯自序》和书中，多处批评《金瓶梅》。小说中劝诫世人：“教子要严，延师要正，交友要慎。”书中譚忠弼的临终遗言，“用心读书，亲近正人”这八个字，则是小说的主旨，堪称封建时代教育子弟的指路明灯。